# Cindy Jackson
Cindy Jackson (Ohio, Estados Unidos, 1956) é uma cantora e escritora que aparece no Livro dos Records por ser a mulher com maior número de cirurgias plásticas do mundo. Ela estabeleceu este recorde em 2000 e mantém-se invicta. O Guinness confirmou que Cindy ainda detém o recorde mundial de sua lista em 2010.

## Biografia
Filha de um inventor norte-americano, ela cresceu em Fremont, Ohio. Mudou-se para Londres, em Abril de 1977, para estudar na faculdade de artes. Ela também é cantora e compositora de rock. Atualmente apresenta-se frequentemente na Europa como artista solo, além de fazer participações em shows de algumas bandas cantando em Inglês, Alemão e Francês.

## Escritora
Ela escreveu dois best-sellers. Sua autobiografia, Living Doll (Vida de Boneca), e Cosmetic Surgery Secrets (Segredos da Cirurgia Plástica), um guia abrangente para pacientes que irão submeter-se à cirurgia estética, este que é atualizado a cada ano.